# Fusione labiale
La fusione labiale è una condizione medica propria dell'anatomia genitale femminile in cui le piccole labbra si fondono insieme. La condizione generalmente si registra in età pediatrica e solo in rari casi è segnalata nelle donne anziane, in fase post menopausale. La condizione è nota con numerosi nomi, tra cui aderenze labiali, sinechie labiali, vulvite adesiva, atresia della vulva, fusione vulvare e sinechie vulvari.

## Cause e fisiopatologia
La fusione labiale è una condizione che riconosce come causa un basso livello di estrogeni circolanti, in associazione con processi infiammatori a livello vulvare. Una particolare predisposizione della cute unitamente a una scarsa igiene intima, l'uso prolungato di pannolini assorbenti, episodi di vulvite  o vaginite, e traumi possono portare alle aderenze delle piccole labbra. Una vulva con bassa esposizione agli estrogeni, come quella di un preadolescente, ha un delicato rivestimento epiteliale ed è quindi vulnerabile alle irritazioni. Le condizioni sopra citate sono accomunate dalla facilità con cui causano irritazione cutanea e flogosi, con conseguente tendenza alla fusione dei bordi delle piccole labbra. La fusione inizia tipicamente dal frenulo posteriore delle piccole labbra e continua anteriormente. La maggior parte delle aderenze labiali si risolvono spontaneamente prima della pubertà quando i livelli di estrogeni aumentano e l'epitelio vaginale diventa cheratinizzato (cornificato).

## Presentazione
La fusione labiale non è mai presente alla nascita, ma viene piuttosto acquisita più tardi nell'infanzia, poiché è causata da una prolungata e insufficiente esposizione agli estrogeni. La condizione si presenta tipicamente in neonati di almeno 3 mesi di età. La maggior parte delle presentazioni sono asintomatiche e la condizione viene scoperta da un genitore oppure durante una visita medica di routine in ambulatorio pediatrico.
In altri casi invece i pazienti possono essere sintomatici, presentando disuria, pollachiuria (un aumento della frequenza di emissione di piccole quantità di urina), rifiuto di urinare o incontinenza urinaria post minzione.
Alcuni pazienti presentano perdite vaginali dovute all'accumulo di urina nel vestibolo vulvare o nella vagina.

### Complicanze
La fusione labiale può portare a infezione delle vie urinarie, vestibolite vulvare e infiammazione causata dall'esposizione cronica alle urine. Nei casi più gravi, le aderenze labiali possono causare un'ostruzione completa dell'uretra, con conseguente anuria e ritenzione urinaria.

## Diagnosi
La condizione può essere diagnosticata sulla base dell'esame obiettivo, ovvero tramite ispezione visiva della vulva. Nei pazienti con fusione labiale è visibile un piano di tessuto caratterizzato da una linea centrale densa, in particolare in caso di retrazione delle grandi labbra; ad esso si associa un'apertura anteriore subito al di sotto del clitoride.